# اریش روتاکر
اریش روتاکر (به آلمانی: Erich Rothacker) (۱۲ مارس ۱۸۸۸- ۱۱ اوت ۱۹۶۵) فیلسوف آلمانی بود.روتاکر مروج انسان‌شناسی فلسفی بود.
نخستین اثر معروف او منطق و سامانه‌شناسی علوم روحی (علوم انسانی) بود که در ۱۹۲۰ انتشار یافت. 

## آثار
- Einleitung in die Geisteswissenschaften (1920)
- Logik und Systematik der Geisteswissenschaften (1920)
- Die Schichten der Persönlichkeit, 1938
- Mensch und Geschichte, 1944
- Probleme der Kulturanthropologie (1948)